# Brungrått metallfly
Brungrått metallfly (Autographa buraetica) är en fjärilsart som beskrevs av Otto Staudinger 1892. Brungrått metallfly ingår i släktet Autographa och familjen nattflyn. Arten är reproducerande i Sverige. Inga underarter finns listade i Catalogue of Life.

## Bildgalleri

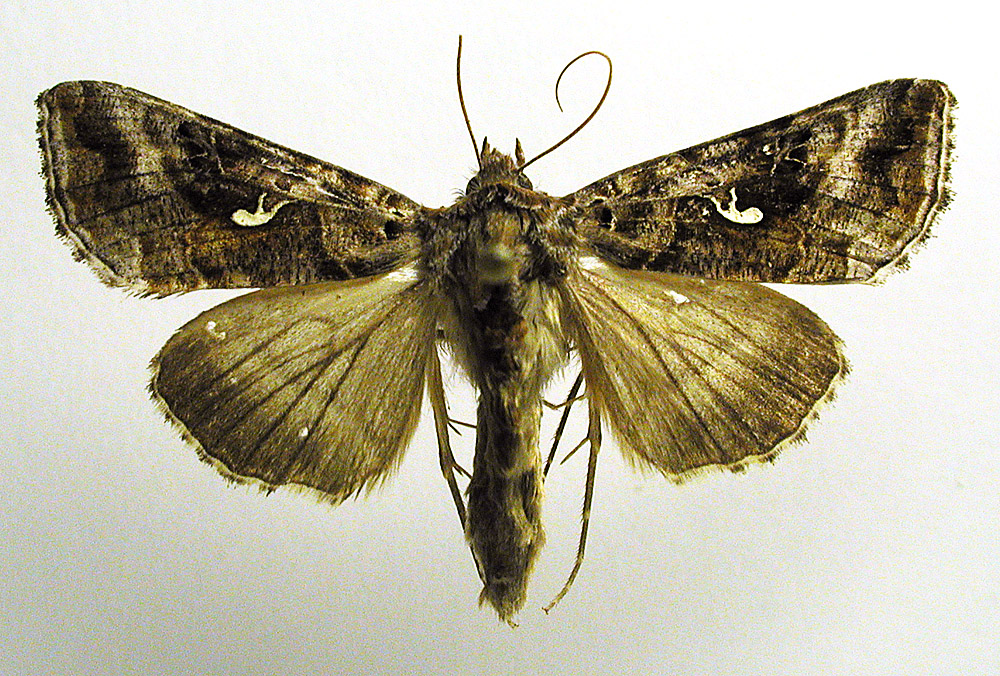